# ATC (B)
Jest to część klasyfikacji anatomiczno-terapeutyczno-chemicznej:
- A – Przewód pokarmowy i metabolizm
- B – Krew i układ krwiotwórczy
- C – Układ sercowo-naczyniowy
- D – Dermatologia
- G – Układ moczowo-płciowy i hormony płciowe
- H – Leki hormonalne do stosowania wewnętrznego (bez hormonów płciowych)
- J – Leki stosowane w zakażeniach (przeciwinfekcyjne)
- L – Leki przeciwnowotworowe i immunomodulujące
- M – Układ mięśniowo-szkieletowy
- N – Ośrodkowy układ nerwowy
- P – Leki przeciwpasożytnicze, owadobójcze i repelenty
- R – Układ oddechowy
- S – Narządy wzroku i słuchu
- V – Różne (varia)

Obejmuje ona leki związane z krewią i układem krwiotwórczym:
- B – Krew i układ krwiotwórczy
  - B 01 – Leki przeciwzakrzepowe
  - B 02 – Leki przeciwkrwotoczne
  - B 03 – Leki stosowane w niedokrwistości
  - B 05 – Preparaty krwiozastępcze i roztwory do wlewów
  - B 06 – Inne leki hematologiczne

## B 01 –Leki przeciwzakrzepowe
- B 01 A – Preparaty przeciwzakrzepowe
  - B 01 AA – Antagonisty witaminy K
  - B 01 AB – Heparyna i pochodne
  - B 01 AC – Inhibitory agregacji płytek krwi (bez heparyny)
  - B 01 AD – Enzymy
  - B 01 AE – Bezpośrednie inhibitory trombiny
  - B 01 AF – Bezpośrednie inhibitory czynnika Xa
  - B 01 AX – Inne leki przeciwzakrzepowe

## B 02 –Leki przeciwkrwotoczne
- B 02 A – Leki przeciwfibrynolityczne
  - B 02 AA – Aminokwasy
  - B 02 AB – Inhibitory proteinazy
- B 02 B – Witamina K i inne hemostatyki
  - B 02 BA – Witamina K
  - B 02 BB – Fibrynogen
  - B 02 BC – Hemostatyki do stosowania miejscowego
  - B 02 BD – Czynniki krzepnięcia krwi
  - B 02 BX – Inne

## B 03 –Preparaty stosowane w niedokrwistości
- B 03 A – Preparaty żelaza
  - B 03 AA – Preparaty żelaza dwuwartościowego podawane doustnie
  - B 03 AB – Preparaty żelaza trójwartościowego podawane doustnie
  - B 03 AC – Preparaty żelaza podawane pozajelitowo
  - B 03 AD – Preparaty żelaza w połączeniu z kwasem foliowym
  - B 03 AE – Preparaty żelaza w innych połączeniach
- B 03 B – Preparaty witaminy B12 i kwasu foliowego
  - B 03 BA – Preparaty witaminy B12
  - B 03 BB – Preparaty kwasu foliowego
- B 03 X – Inne leki stosowane w niedokrwistości
  - B 03 XA – Inne preparaty stosowane w niedokrwistości

## B 05 –Substytuty osocza i płyny infuzyjne
- B 05 A – Krew i preparaty krwiozastępcze
  - B 05 AA – Substytuty osocza
- B 05 B – Płyny infuzyjne
  - B 05 BA – Płyny infuzyjne do żywienia pozajelitowego
  - B 05 BB – Płyny infuzyjne wpływające na równowagę elektrolitową
  - B 05 BC – Płyny wywołujące diurezę osmotyczną
- B 05 C – Roztwory do irygacji
  - B 05 CA – Roztwory odkażające
  - B 05 CB – Roztwory soli
  - B 05 CX – Inne
- B 05 D – Płyny do dializy otrzewnowej
  - B 05 DA – Roztwory izotoniczne
  - B 05 DB – Roztwory hipertoniczne
- B 05 X – Dodatki do płynów infuzyjnych
  - B 05 XA – Elektrolity
  - B 05 XB – Aminokwasy
  - B 05 XC – Witaminy
  - B 05 XX – Inne
- B 05 Z – Roztwory do hemodializy i hemofiltracji
  - B 05 ZA – Koncentraty płynów do hemodializy
  - B 05 ZB – Roztwory do hemofiltracji

## B 06 –Pozostałe leki hematologiczne
- B 06 A – Pozostałe leki hematologiczne
  - B 06 AA – Enzymy
  - B 06 AB – Pochodne hemu